# COMiNUM
COMiNUM（こみなみ）は、日本のシンガーソングライター。
2021年より0amのメンバーとして活動中。
東京都出身。身長160cm、血液型B型。青山学院大学卒業

## 楽曲
- COMiNUM「Two Hearts」(2019年8月27日配信リリース)
- COMiNUM&マキアダチ「MAGIC HOUR」(2019年12月25日配信リリース)
- COMiNUM&Umnoise「smell」(2020年6月24日配信リリース)
- COMiNUM「RUN」(2020年7月21配信リリース)
- COMiNUM「starry」(2020年8月3配信リリース)
- マキアダチ&COMiNUM「G.A.M.E.」(2021年1月3配信リリース)

## 楽曲提供
- 私立恵比寿中学「きゅるん」 - 作曲（共作）
- フィロソフィーのダンス「シュークリーム・ファンク」（TVアニメ『マッシュル-MASHLE-』EDテーマ） - 作詞（共作）
- Girls²「UNCOOL」 - 作曲（共作）
- nooote「ZIGA ZIGA」 - 作詞（共作）・作曲（共作）
- nooote「CITTA」 - 作詞（共作）・作曲（共作）
- nooote「SPOTLIGHT」 - 作詞（共作）・作曲（共作）
- 貴愛「Seize the day」 - 作曲・編曲
- 貴愛「Fantasia」 - 作詞
- 乃木坂46「マグカップとシンク」 - 作曲（共作）